# فیتزکارالدو
فیتزکارالدو (انگلیسی: Fitzcarraldo) فیلمی در ژانر درام به کارگردانی ورنر هرتسوک است که در سال ۱۹۸۲ منتشر شد.

## بازیگران
- کلاوس کینسکی
- کلودیا کاردیناله
- پیتر برلینگ
- میلتون ناسیمنتو